# Сребрениця

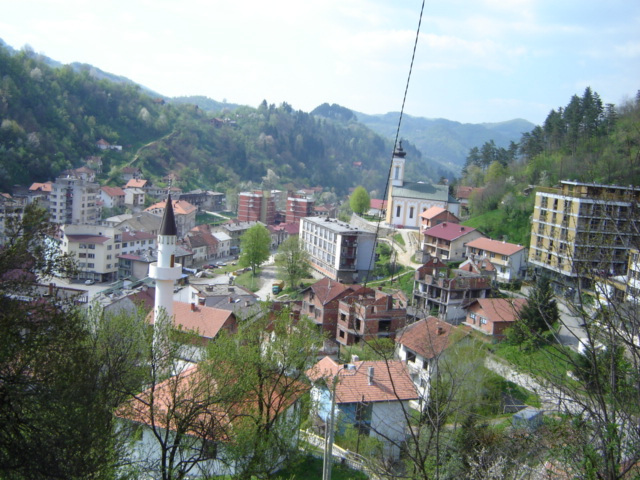
Панорама Сребрениці

Сре́брениця (босн. Srebrenica, серб. Сребреница) — гірниче містечко на сході Боснії і Герцеговини, центр однойменного муніципалітету. Головна галузь містечка — солевидобуток. Під містом є курорт з тепловими ваннами. Колись поблизу діяли також свинцеві, цинкові та золоті рудники.
Протягом Боснійської війни (1992—1995) стала місцем безпрецедентної різанини 13—22 липня 1995 року, визнаної злочином геноциду.
24 березня 2007 р. муніципальні збори Сребрениці ухвалили резолюцію з вимогою незалежності від  Республіки Сербської. Сербські учасники зборів не голосували за цією резолюцією.

## Географія
Містечко розташовано у вузькій западині між лісистими горами східної Боснії, які тут здіймаються приблизно на 1000 м. На півдні ущелина Дрини утворює природний кордон між муніципалітетом Сребрениці та Сербією, на півночі в низовині розкинулося містечко Братунац.

## Історія
Сребрениця вперше згадується в 1376 році під назвою Srebrenik. Проте вже тоді вона перетворилася на важливий економічний і торговельний осередок заходу Балканського півострова, важливість якого було зумовлено головним чином багатими срібними руднями в цьому районі, звідки й назва. Ще римляни знали про рудні родовища і розробляли їх. Упродовж XIV ст. в цих місцях селилося багато німецьких гірників, які продовжили видобуток срібла (звідси давньонімецька назва міста Silberin, від нім. Silber - срібло) і яких як і в Семигороді називали "сакси" .
З першим завоюванням Сербії турками в 1439 році Сребрениця підпала під владу Османської імперії. Після їхнього відходу в 1444 році місто захопив Степан Томаш і відбив спроби сербського деспота Георгія Бранковича завоювати Сребреницю. Одначе місто було таки передано у володіння останнього після третейського рішення османського султана Мурада II у 1451 році. Але правління Бранковича теж тривало недовго, оскільки наступник Мурада ІІ його син Мехмед II заповзявся остаточно підкорити Сербію (1458-59), а слідом за нею і Боснію (1463).
Цим самим було завойовано турками і Сребреницю .
У XIX столітті зажили слави миш'яковмісні мінеральні джерела Губер приблизно за два км на схід від центру міста. Спершу вода розливалася по пляшках і розсилалася під маркою Маттоні по Європі. У ХХ ст., нарешті, спорудили готелі та курортні заклади. У 1980 р. курорт прийняв більш ніж 25 000 відвідувачів.

## Боснійська війна
Всього через одинадцять днів після початку громадянської війни в Боснії і Герцеговині 1992-1995 рр., 17 квітня 1992 року, місто вперше зазнало нападу сербських воєнізованих формувань, що призвело до мародерства і спустошень. Незабаром місто відвоювали боснійські з'єднання під командуванням Насера Орича. У відплату було спалено  кілька довколишніх сербських сіл, після чого більшість сербів покинула Сребреницю. Фактичне число сербських жертв залишається спірним. Матеріали Нідерландського інституту військової документації вказують на щонайменше 1000 цивільних сербів. Центр досліджень і документації в Сараєво подає цифри від 424 до 446 сербських солдатів і 119 сербських цивільних осіб .
Влітку 1992 року розпочалася трирічна облога міста. Тільки в березні 1993 р. перший конвой допомоги ООН прорвався в Сребреницю. Між тим, населення суттєво поповнилося біженцями з довколишніх районів. Через місяць офіційно було встановлено зону безпеки під охороною ООН, яка дала прихисток тисячам мусульман з навколишніх земель, захоплених сербами. Водночас зона безпеки правила мусульманам і за схованку після численних вилазок на довколишні сербські села боснійського загону ТО Насера Орича. За різними джерелами кількість жертв боснійських вояків, підпорядкованих Оричу сягала 1000 — 3000 осіб.
Обложений боснійський анклав мав захищати нідерландський батальйон сил охорони ООН — UNPROFOR. 9 липня 1995 війська боснійських сербів під орудою генерала Младича почали брати місто приступом. Нідерландський загін UNPROFOR не вжив жодних оборонних заходів, а все населення міста опинилося в руках сербів. Мешканців і біженців було вигнано. Протягом наступних днів недалеко від міста сербськими військами було вбито з помсти більш ніж 7 000 мусульманських чоловіків і хлопчиків.
У місті розташоване меморіальне кладовище ексгумованих з масових поховань та розпізнаних жертв різанини (1 910 осіб). Мусульманські жителі міста до сьогодні у своїй більшості не повернулися до своїх домівок.

## Національне питання
За останнім офіційним переписом 1991 року в муніципалітеті Сребрениця проживало 36 666 людей, розподілених по 81 поселенню. З них — 75,19% відсотків або 27 572 особи становили боснійські мусульмани, а 22,67 відсотки або 8 315 душ — серби. З інших націй відзначено 38 або 0,10% хорватів і 380 або 1,03% югославів. Саме місто мало 5 746 жителів, з яких були 63,92% або  3 673 боснійців і 28,40% або 1 632 сербів. Крім того, у Сребрениці мешкало 34 або 0,59% хорватів і 328 або 5,70% югославів. З 81 села муніципалітету 23 були переважно сербські, решта з босняцькою більшістю. Більшина цих поселень була етнічно однорідна, мішане населення становило виняток.
За час війни склад населення різко змінився. Більшість боснійських мешканців було вигнано або вони втекли, а також стали жертвами сербських військ. Водночас були напади босняцьких загонів на довколишні сербські села.
Між тим, кілька сотень сребреницьких боснійців повернулися до своїх осель після того, як цей район з 1995 року практично збезлюднів. Однак більшість з них становлять серби, головним чином біженці з передмість Сараєво. Проте в силу закону про вибори, обирати за яким біженцям можна в їхньому рідному населеному пункті, мером є босняк.

## Визначні постаті
- Сельман Сельманаґич (1905 – 1986) — німецький архітектор боснійського походження, доцент берлінської вищої школи мистецтв Вайсензее
- Михайло Тимчишин (1889 - 1925) — хорватський живописець українського походження, вчитель рисунку в гімназіях Бані-Луки та Тузли, творець виразної портретистики.